# Sarah Fairbrother
Sarah Fairbrother, född 1816, död 1890, var en engelsk skådespelare, morganatisk gemål till Prins George, hertig av Cambridge.